# L'Épreuve du bonheur
Pour plus de détails, voir Fiche technique et Distribution.
L'Épreuve du bonheur (I'd Climb the Highest Mountain) est un film américain en Technicolor réalisé par Henry King, sorti en 1951.

## Synopsis
William Thompson est un ministre du culte du Sud profond qui a récemment épousé Mary Elizabeth, une femme de la ville. William se voit attribuer une nouvelle paroisse et déménage avec sa femme dans une ville des Blue Ridge Mountains, en Géorgie. Il s'y occupe des besoins spirituels et émotionnels de la communauté que la pauvreté et l'isolement de la région rendent difficile à vivre. Il se rend très vite compte que les problèmes du quotidien de la population locale mettent à rude épreuve la foi et son propre mariage.

## Fiche technique
- Titre original : I'd Climb the Highest Mountain
- Titre français : L'Épreuve du bonheur
- Réalisation : Henry King
- Scénario : Lamar Trotti, d'après le roman A Circuit Rider's Wife de Corra Harris
- Direction artistique : Lyle Wheeler, Maurice Ransford
- Décors : Thomas Little, Al Orenbach
- Costumes : Edward Stevenson
- Photographie : Edward Cronjager
- Son : Eugene Grossman, Roger Heman
- Montage : Barbara McLean
- Musique : Sol Kaplan
- Production : Lamar Trotti
- Société de production : Twentieth Century-Fox Film Corporation
- Société de distribution : Twentieth Century-Fox Film Corporation
- Pays d’origine : USA
- Langue : anglais
- Format : Couleurs (Technicolor) - 35 mm - 1,37:1 - Son Mono (Western Electric Recording)
- Genre : Drame et biopic
- Durée : 87 minutes
- Date de sortie :
  - États-Unis : 6 février 1951 (Première à Atlanta)

## Distribution
- Susan Hayward : Mary Elizabeth Thompson, née Eden
- William Lundigan : William Asbury Thompson
- Rory Calhoun : Jack Stark
- Barbara Bates : Jenny Brock
- Gene Lockhart : Jeff Brock
- Lynn Bari : Mme Billywith
- Ruth Donnelly : Glory White
- Kathleen Lockhart : Mme Brock
- Alexander Knox : Tom Salter